# Миодраг Поповић
Миодраг Поповић (Обрадовце, Црна Трава, 16. октобар 1920 — Београд, 2005) био је српски историчар књижевности, књижевник и универзитетски професор.

## Биографија
Пре рата припадао комунистичком покрету, као и његов брат Милентије Поповић. Основну школу и гимназију завршио је у Београду, 1939. године. Студирао је на Медицинском факултету у Београду и дипломирао на Филозофском факултету 1951. године. Био је службеник Просветног одељења ИНО Београда, секретар и члан редакције часописа „Младост“ и новинар у Радио Београду. Ухапшен по ИБ-у 16. октобра 1949. и спроведен на Голи оток, потом у Рудник „Крека“, да би 1. марта 1950. био пуштен на слободу. Од октобра 1950. ради као библиотекар у Универзитетској библиотеци Светозар Марковић. Потом је (од 1955) асистент на Филозофском факултету. Докторира 1957. с тезом „Ђура Јакшић до 1868. године“. Од 1958. је научни сарадник на Катедри за југословенску књижевност Филолошког факултета, па ванредни професор за предмет Југословенска књижевност (1964) и редовни професор Нове југословенске књижевности (1971). Пензионисан је 1. новембра 1980. године.
Његово капитално дело је Историја српске књижевности – романтизам I – III (1968—1972), у коме темељно анализира време и околности настанка значајних дела српске књижевности 19. века и истиче њихове вредности са данашњег становишта. На нов начин је протумачио и превредновао дело већине српских романтичара (Вук Караџић, Сима Милутиновић Сарајлија, Његош, Змај, Јакшић), док је неким писцима дао значајније место него што су га до тада у књижевности имали (Ђорђе Марковић Кодер, Прота Матеја Ненадовић, Стојан Новаковић). Са великим уважавањем написао је обимну монографију о Вуку Караџићу (1964) и критички писао о косовском миту, сматрајући да своје корене вуче из паганских обреда и да је свој завршни облик добио у време Првог српског устанка (Видовдан и часни крст, 1976). Ове књиге су за његова живота доживеле по три издања у великим тиражима.
Поред студија и есеја, у часописима је објављивао песме, приповетке, путописе и сатиричну прозу.

## Награде
- Награда „Ђорђе Јовановић”, за књигу Романтизам, 1972,
- Октобарска награда града Београда, 1976.
- Седмојулска награда, 1984.
- Вукова награда, 1987,
- Награда „Геца Кон”, 2000.

## Дела

### Монографије
- Вук Стефановић Караџић 1787-1864, Нолит, Београд, 1964,
- Историја српске књижевности – романтизам I – III, Нолит, Београд, 1968 — 1972,
- Романтизам I – III, друго скраћено и прерађено издање, Нолит, Београд, 1975,
- Историја српске књижевности – романтизам I и II, Завод за уџбенике и наставна средства, Београд, 1985,

### Студије
- Једна песма и једна епоха, чланци и студије, Ново покољење, Београд, 1954,
- Ђура Даничић, Нолит, Београд, 1959,
- Трагање за трајним, књижевно-историјске студије, Нолит, Београд, 1959,
- Ђура Јакшић, Просвета, Београд, 1961,
- Видовдан и часни крст, огледи из књижевне археологије, Слово љубве, Београд, 1976,
- Огледи из књижевне археологије, 1977,
- Заточеник памћења (ламент), 1981,
- Јота (Срп духа нечастивог), Рад, Београд, 1981,
- Памтивек (Српски рјечник Вука Ст. Караџића), 1983, 1985
- Цетињски боник (о Његошу), 1984, 1986,
- Познице (мемоарски есеји), Просвета, Београд, 1999.

### Роман
- За јатом, 1955.